# Oucherotte
L'Oucherotte est une petite rivière française qui coule entièrement dans le département de la Côte-d'Or en région de Bourgogne-Franche-Comté. Elle se jette dans la Biètre, donc est un sous-affluent du Rhône par la Saône.

## Hydronymie
L'Oucherotte doit son nom à la rivière qui lui donne indirectement naissance : l'Ouche. Dans le passé, les deux cours d'eau se sont ainsi successivement appelés Uscara, Oscara ou Oscera. Ces noms sont à l'origine de la dénomination "pays d'Oscheret" (pagus oscarensis) pour désigner la plaine de l'Ouche (XIe siècle). Au XIIIe siècle, l'Oucherotte elle-même est identifiée par un nom propre, Oischerelle, Oischereault ou encore Lochère, avant d'obtenir son nom définitif, Oucherotte.

## Géographie

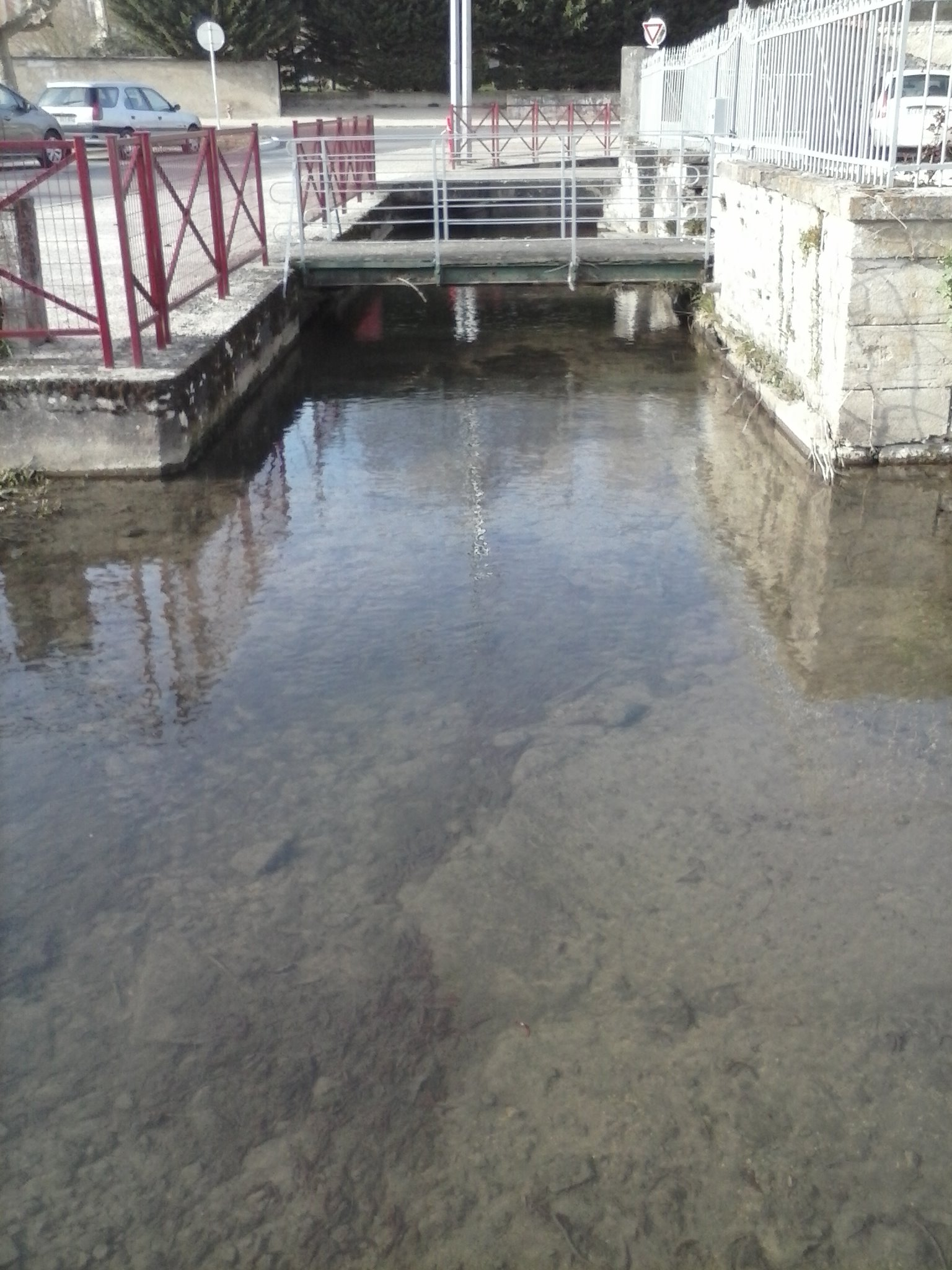
L'Oucherotte à Aiserey.

De 14,6 km, l'Oucherotte prend sa source à Fauverney par une exurgence d'une petite partie de l'eau de l'Ouche infiltrée en amont, à 210 m d'altitude Elle est parfois considérée comme un "bras" de cette dernière rivière. D'ailleurs, au cours du temps, le cours de l'Oucherotte a souvent varié en fonction des débordements de l'Ouche lors d'inondations. De plus, son hydronyme est lié à celui de cette rivière dont elle est en quelque sorte émissaire. Une partie de son tracé a également été remodelé lors de la construction du canal de Bourgogne (ouvert en 1808 sur ce tronçon) : segments rectilignes parallèles au canal (Longecourt, Aiserey, etc.). L'Oucherotte se jette dans la Biètre, à 188,5 m d'altitude.

### Communes et cantons traversés
Dans le seul département de la Côte-d'Or, l'Oucherotte traverse les six communes suivantes, de l'amont vers l'aval, de Fauverney (source), Rouvres-en-Plaine, Thorey-en-Plaine, Longecourt-en-Plaine, Aiserey, Brazey-en-Plaine (confluence).
Soit en termes de cantons, l'Oucherotte, prend source dans le canton de Genlis (Côte-d'Or), conflue dans le canton de Brazey-en-Plaine, le tout dans les deux arrondissement de Dijon et arrondissement de Beaune.

### Bassin versant
L'Oucherotte traverse une seule zone hydrographique 'La Saône de l'Ouche à la Vouge incluse (U141) de 11 790 km2 de superficie. L'Oucherotte fait partie du haut bassin de l'Ouche ou Ouche amont.

### Organisme gestionnaire
L'organisme gestionnaire est le SBO ou syndicat du bassin de l'Ouche, et le contrat de bassin de l'Ouche a été signé le 29 novembre 2012, avec un plan de travaux de 10,4 millions d'euros, pour cinquante fiches actions de 2012 à 2016.

## Affluents
L'Oucherotte a trois affluents référencés :
- l'Ouche, 95,4 km sur vingt-neuf communes.
- Le ruisseau de la Fontaine aux Sœurs[5] (rd), 4,2 km, sur deux communes et sans affluent dont la source est à Rouvres-en-Plaine et qui se jette dans l'Oucherotte au village voisin de Thorey-en-Plaine.
- le Canal de Bourgogne, 84,7 km sur vingt-neuf communes.

Son rang de Strahler est donc de deux.

## Histoire
L'Oucherotte est citée dans plusieurs documents des XIe et XIIIe siècles. Son cours a été utilisé pour alimenter les fossés de trois châteaux des environs : Rouvres, Longecourt et Aiserey. Mais c'est surtout par l'évocation répétée de ses débordements, et des dégâts alors occasionnés, que l'Oucherotte entre dans l'Histoire.
Le village de Rouvres-en-Plaine, siège d'une châtellenie ducale, est régulièrement inondé. Pour s'en prémunir, les ducs font élever des digues parallèlement à l'établissement de dérivations du cours d'eau afin d'alimenter les douves de leur château. À la chute de la maison ducale, les digues sont laissées à l'abandon ; en 1594, elles sont complètement emportées ! Plusieurs fois relevées au cours du XVIe siècle, les désastres se reproduisent à nouveau lors des inondations de 1612, 1628, 1630 et 1643. Par ces divagations répétées du cours d'eau dans la plaine, différents lits provisoires de l'Oucherotte sont transformés en ruisseaux : Roitelet, Ausson, ruisseau de la Fontaine aux Sœurs... Certains de ces bras, ou ruisseaux, alimentent des moulins par le moyen de biefs (moulin des Batteurs au Pont-Hémery, à Brazey-en-Plaine).
En 1651, des travaux d'assainissement sont entrepris, notamment à Aiserey. Il s'agit de rendre à l'agriculture des terrains inondables. Le lit de l'Oucherotte est "recreusé" : sa profondeur est d'un mètre sur une largeur de 2,30 mètres. Les frais sont alors supportés par les propriétés riveraines. Lors du premier remembrement rural de Rouvres-en-Plaine, en 1707, les lits de l'Oucherotte et du ruisseau de la Fontaine aux Sœurs sont modifiés sur la partie traversant cette commune.
Au cours du XVIIIe siècle, le lit de l'Oucherotte perd à nouveau de sa régularité : le fond se comble de terre (piétinements et traversées du bétail), la végétation en ralentit le débit, des glacis sont temporairement élevés sur les berges, etc. Les terres avoisinantes sont gorgées d'eau et improductives. En 1742, de nouveaux travaux de rectification sont entrepris sous l'égide de l'architecte dijonnais Pierre-Joseph Antoine. Enfin, en 1808, un canal de dérivation situé au niveau d'Aiserey permet de reverser le trop-plein d'eau dans le contre-fossé latéral du canal de Bourgogne récemment inauguré. À Longecourt-en-Plaine, un tronçon rectiligne longe dorénavant ce canal puis le traverse par un passage souterrain (au niveau de l'écluse) avant de rejoindre le lit naturel de la rivière au niveau du lavoir ; la partie contournée est, pour sa part, abandonnée.
De nos jours, la partie dérivée de l'Oucherotte qui traversait le village de Rouvres-en-Plaine (et alimentait à l'origine les fossés du château) est asséchée ; le lit en reste cependant visible.

## Écologie et aménagements
Attention, ne pas confondre, l'Oucherotte est aussi un hameau de la commune de Bligny-sur-Ouche, situé sur l'Ouche, et celui-ci a fait l'objet d'une ZNIEFF intitulée l'Oucherotte.